# 岡村義夫
岡村 義夫（おかむら よしお、1907年3月5日 - 没年不詳）は、日本の俳優。クレジット表記等には岡村 義男、岡村 義雄の揺れがある。本名植村 義一（うえむら ぎいち）。「暗黒街」出身の人物とされ、サイレント映画の時代のマキノ・プロダクションの時代劇・現代劇の脇役・敵役として知られる。

## 人物・来歴
1907年（明治40年）3月5日、大阪府大阪市南区（現在の同府同市浪速区）に生まれる。
学歴について触れた資料は見当たらないが、『日本映画俳優全集・男優編』によれば「資料によると学校生活を経て、大阪の暗黒街に活躍すとある」とされる。満20歳になった1927年（昭和2年）、牧野省三が主宰し京都に御室撮影所をもつマキノ・プロダクションに入社、映画俳優に転身する。「岡村 義夫」の名が記録に残るもっとも古い作品は、同年10月7日に公開された現代劇『黒怪流星』（監督富沢進郎）であり、大国一郎（のちの大邦一公）演じる無頼漢の乾分役の星英府の手下のひとりの役であった。
1929年（昭和4年）1月15日および2月8日に公開された『浪人街 第二話 楽屋風呂』（監督マキノ正博）では、倉橋重兵衛という黒ずくめの無頼漢を演じた。この役の人物造形について大井廣介は、「外国映画から出てきたような黒づくりの無頼漢」であり、『暗黒街』（監督ジョセフ・フォン・スタンバーグ）でジョージ・バンクロフトが演じた「ブル・ウィード」役からの影響を指摘している。同年8月1日に公開された、『浪人街』のナンセンス喜劇版『無理矢理三千石』（監督松田定次）でも同様であり、「筋骨こそ逞しいが、上背はなく、それが地面にひきづるような長刀をたばさむのを常にし」というのが、大井の描く、剣戟俳優としての岡村像である。
同年7月25日、牧野省三が亡くなり、同年9月にマキノ正博を核とした新体制が発表になると、岡村は、嵐冠三郎、荒木忍、南光明、根岸東一郎、谷崎十郎、阪東三右衛門、市川米十郎、東郷久義、市川幡谷、實川芦雁、桂武男、市川新蔵、津村博、澤田敬之助らとともに「俳優部男優」に名を連ねた。その後、新体制下のマキノ・プロダクションは財政が悪化したが、1931年（昭和6年）7月、同社の解散とともに退社した。同年3月19日（3月21日）に公開された『浪人太平記』（監督マキノ正博）が、記録に残る同社での最後の作品である。
解散後は、同社の監督であった金森萬象が設立した協立映画プロダクションに参加、1932年（昭和7年）、金森が監督した『光を仰ぎて』に出演した記録が残っている。以降の出演記録はなく、以降の消息も伝えられていない。没年不詳。

## フィルモグラフィ

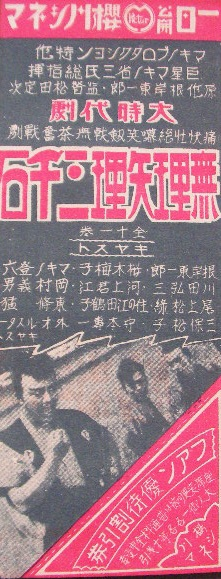
『無理矢理三千石』を上映した桜川キネマでの1929年公開時のチラシ。「岡村義男」と表記されているが岡村の名が確認できる。左の役者は原作・主演の根岸東一郎。

クレジットはすべて「出演」である。公開日の右側には役名、および東京国立近代美術館フィルムセンター（NFC）、マツダ映画社所蔵等の上映用プリントの現存状況についても記す。同センター等に所蔵されていないものは、とくに1940年代以前の作品についてはほぼ現存しないフィルムである。資料によってタイトルの異なるものは併記した。

### マキノプロダクション御室撮影所
すべて製作は「マキノプロダクション御室撮影所」、配給は「マキノ・プロダクション」、すべてサイレント映画、特筆以外はすべて「岡村義夫」表記である。
- 『黒怪流星』 : 監督富沢進郎、原作・脚本明光寺昇、撮影石野誠三、主演東郷久義、1927年10月7日公開 - 乾分
- 『大学のイーグル 第一篇』 : 監督川浪良太、原作・脚本寿々喜多呂九平、撮影大塚周一、主演東郷久義、1928年9月28日公開 - ジョージ鮫島
- 『不可解な人』[1]（『不可解の人』[4][5]） : 監督・脚本川浪良太、撮影松浦茂、主演南光明、1928年11月14日公開
- 『かわいさうな大九郎』 : 監督松田定次、原作・脚本瀬川與志、主演根岸東一郎、1928年12月13日公開 - 浪人者、34分尺で現存（NFC所蔵[7]）
- 『浪人街 第二話 楽屋風呂 第一篇』 : 監督マキノ正博、原作・脚本山上伊太郎、撮影三木稔、主演南光明、1929年1月15日公開 - 倉橋重兵衛、『浪人街 第二話 樂屋風呂』題・73分尺で現存（NFC所蔵[7]） / 『浪人街 二話』題・49分尺で現存（マツダ映画社所蔵[12]）
- 『浪人街 第二話 楽屋風呂 解決篇』 : 総指揮マキノ省三、監督マキノ正博、原作・脚本山上伊太郎、撮影三木稔、主演南光明、1929年2月8日公開 - 倉橋重兵衛、同上[7] / 同上[12]
- 『アラビヤの唄』 : 監督・原作・脚本川浪良太、撮影大森伊八、主演マキノ智子、1929年3月1日公開 - 芸者屋の主人（「岡村義雄」表記）
- 『元和豪侠伝』 : 監督金森萬象、原作・脚本寿々喜多呂九平、撮影松浦しげる（松浦茂）、主演澤田敬之助、1929年3月8日公開 - 星崎半太夫（「岡村義雄」表記[4][5]）
- 『三朝小唄』[4]（『温泉悲話 三朝小唄』[7]） : 監督・原作・脚本人見吉之助、撮影木村角山、主演岡島艶子・秋田伸一、1929年6月14日公開 - お久の義父（「岡村義男」表記[7]）、『温泉悲話 三朝小唄』題・57分尺で現存（NFC所蔵[7]）
- 『銀流し』 : 総指揮マキノ省三、監督・脚本川浪良太、原作曾我廼家五郎、撮影若宮廣三、主演津村博、1929年6月28日公開 - 無頼漢 田代吾平（「岡村義雄」表記）
- 『勝鬨の唄』 : 監督・脚本三上良二、撮影田邊憲治、主演津村博、1929年7月14日公開
- 『無理矢理三千石』 : 監督松田定次、原作・主演根岸東一郎、脚本不明、撮影大森伊八、1929年8月1日公開 - 泥木田泥兵衛[9]
- 『首の座』 : 監督マキノ正博、原作・脚本山上伊太郎、撮影三木稔、主演谷崎十郎、1929年9月20日公開
- 『西南戦争』 : 総指揮マキノ省三、監督中島宝三、原作平山蘆江、脚本藤田潤一、撮影野村金吾、主演東條猛、1929年10月4日公開 - 篠原国幹（「岡村義男」表記）
- 『浪人街 第三話 憑かれた人々』 : 監督マキノ正博、原作・脚本山上伊太郎、撮影三木稔、主演澤村國太郎、1929年11月15日公開 - 猪子兵介
- 『情恨』 : 監督・原作・脚本並木鏡太郎、撮影吉田俊作、主演南光明、1930年2月7日（2月8日[5]）公開 - 暗岡大八
- 『俺は天才』 : 監督滝沢英輔、原作高橋黎二、撮影松浦茂、主演杉狂児、1930年2月7日公開
- 『侠骨日記』 : 監督・原作・脚本三上良二、撮影野村金吾、主演東郷久義、1930年10月17日（9月13日[5]）公開 - 役名不明（「岡村義男」表記[4][5]）
- 『浪人太平記』 : 監督マキノ正博、原作比佐芳武、脚本中川信夫、撮影大森伊八、主演南光明、1931年3月19日（3月21日[5]）公開
- 『光を仰ぎて』 : 監督金森萬象、原作蓮沼門三、脚本新教育社映画部、撮影松浦茂、主演金子新一、製作協立映画プロダクション、1932年製作・公開 - 蝮の岩蔵二、15分尺で現存（NFC所蔵[7]）